# Твосрет
Твосрет, също известна като Таусерт (Tausret, Tawosret) е царица или жена-фараон от Деветнадесета династия на Древен Египет. Твосрет управлява самостоятелно като фараон близо две години ок. 1191 г. пр.н.е. – 1189 г. пр.н.е.

## Биография
Царица Твосрет е една от главните съпруги на фараон Сети II и може би е роднина на Рамзес II. След убийството на фараона при заговор, негов наследник е малолетния му син Сиптах, който управлява под регентството на Твосрет. След около шестгодишно управление като царица-регент на Сиптах, Твосрет се възкачва на трона след неговата смърт.
По времето на Твосрет в Египет настава анархия. Сириеца Ирс се възползвал от недоволството сред народа и се опитал да узурпира властта. Царица Твосрет е детронирана след двегодишно управление и тронът е зает от Сетнахт, който заличава повечето надписи и изображения на царицата.